# Галистео (Њу Мексико)
Галистео (енгл. Galisteo) насељено је место без административног статуса у америчкој савезној држави Њу Мексико.

## Демографија
По попису из 2010. године број становника је 253, што је 12 (-4,5%) становника мање него 2000. године.
| Група             | 2000.       | 2010.       |
| Белци             | 169 (63,8%) | 164 (64,8%) |
| Афроамериканци    | 0 (0,0%)    | 1 (0,4%)    |
| Азијати           | 0 (0,0%)    | 2 (0,8%)    |
| Хиспаноамериканци | 94 (35,5%)  | 79 (31,2%)  |
| Укупно            | 265         | 253         |